# Человек-дракон
Человек-дракон (англ. Dragon Man) — персонаж издательства Marvel Comics, бывший суперзлодей. Он — искусственный дракон-андроид, созданный с помощью алхимии.

## История публикаций
Человек-дракон впервые появился в Fantastic Four #35 (Февраль 1965) и был создан сценаристом Стэном Ли и Джеком Кирби.

## Биография
Человек-дракон был андроидом, сконструированным профессором Грегсоном Гилбертом из университета Эмпайр Стейт. Профессор искал способ оживить своё творение. Ему не удалось осуществить свои планы, пока алхимик Диабло не предложил учёному вдохнуть жизнь в его создание, и тот согласился. Смесь зелий Диабло и осколка метеорита даровала голему жизнь, однако создание освободилось от его контроля и даже попыталось убить. Несмотря на то, что Человек-дракон не обладал даром речи, он прекрасно понимал приказы Диабло и был отправлен в бой против Фантастической четвёрки. Когда алхимик собрался заморозить героев, Человек-дракон набросился на него и выбив склянку с зельем заморозил озеро. Диабло предпринял попытку к бегству, но андроид догнал его и оба провалились под лёд. Когда их попытались найти - оказалось, что они скрылись в подводных пещерах.
Впоследствии Человек-дракон был найден и вновь активирован, после чего он столкнулся с Медузой и Горгоном и сражался против Существа и Человека-факела.
Позже изучением Человека-дракона занимался Хэнк Пим. Он был вновь возвращён к жизни Диабло и был остановлен Пимом в качестве Голиафа. Некоторое время спустя сражался против Геркулеса и Мстителей.
Вскоре, андроида нашли Люди Икс и некоторое время, Человек-дракон служил талисманом команды, пока его не выпустили на Остров Монстров. За время, проведённое с мутантами, у него возникла привязанность к Джине Грей.
В дальнейшем Человек-дракон был взят под контроль доктором Доркасом и своим создателем доктором Гилбертом и отправлен в сражение против Нэмора. Грегори Гидеон использовал Человека-дракона для нападения на Фантастическую четвёрку, в битве с которой казалось бы был уничтожен. Тем не менее, он был возрождён Технокузнецом и был послан в битву с Капитаном Америкой. Некоторое время, Человек-дракон был ездовым животным Драконьего Лорда Рала Дорна. Будучи под контролем Рингмастера и Цирка преступности, Человек-дракон сражался с Халком и Кейт Вейнсборо.
Затем Человек-дракон столкнулся с командой молодых супергероев Сильное звено. Грегсон Гилберт попытался воссоздать Человек-дракона не прибегая к помощи алхимии, что ему не удалось. Он создал других андроидов, основанных на различных легендарных созданиях. Они были разбиты членами Сильного звена, а Человек-дракон был отправлен на работу в Диснейленд.
Человек-дракон некоторое время был слугой изгнанного Наблюдателя Арона.
Во время Acts of Vengeance Человек-дракон сражался с Человеком-пауком, будучи под контролем Чародея.
В дополнении к его невольному подчинению Диабло, он служил Супер-Адаптоиду, а также являлся членом Новых Инфорсеров. В Spectacular Spider-Man #235-236 "Roxxon Oil" планировала создать на основе Человек-дракона роботизированных супер-солдат. Андроид был освобождён Беном Рейли.
В Африке он служил безумному учёному Эрику Пейну.
Во время сюжетной линии Civil War он был замечен на похоронах Стилтмэна. Впоследствии был арестован агентами Щ.И.Т.а.
Алёша Кравинофф позже начал собирать зоопарк, состоящий из сверхлюдей, связанных с животными, куда также попал Человек-дракон. Карателю саботировать этот зоопарк, однако сам Кравинофф сбежал на Дикую Землю.
После захвата андроида Инициативой, его доставили в Лагерь Хэммонд, чтобы продемонстрировать, что курсанты способны справиться с любой угрозой. Он был влюблён в Комодо.
После освобождения, Дракон сражался с Корпусом Нова и с лёгкостью одолел Центуриона Фрактура, пока не был пойман гравитационной сетью.
Человек-дракон оказался заточён в Негативной Зоне, и, как и большинство других заключённых, был завербовал Бластааром, атаковавшим тюрьму. Когда Инициатива прибыла, чтобы остановить их, Бластаар послал против них Человека-дракона. Тем не менее, Комодо воспользовалась чувствами андроида к ней, чтобы заставить его сменить сторону.
В скором времени он встал на путь исправления и присутствовал на дне рождения Франклина Ричардса.
Валерия перепрограммировала Человека-дракона, дав тому гениальный интеллект, способность говорить и мирный характер. Он стал членом Фонда Будущего Рида Ричардса.

## Силы и способности
Свои силы Человек-дракон получил за счёт конструкций и технологий профессора Гилберта, а также неизвестных алхимических зелей Диабло. Человек-дракон обладает невероятной прочностью и выносливостью. Он способен выстоять в сражениях против Геркулеса и Халка. С помощью крыльев, расположенных у него на спине, он может летать. Также он может высвобождать газ, который затем воспламеняется.
После того, как он был перепрограммирован Валерией Ричардс, он обрёл дар речи, а его интеллект многократно возрос.

## Альтернативные версии

### Earth X
В альтернативной реальности Earth X Человек-дракон подчиняется королю Англии, который использует его в качестве боевого скакуна.

### JLA/Avengers
Человек-дракон появляется в качестве злодея серии, который сражался с Зелёным Фонарём и Суперменом.

## Вне комиксов

### Телевидение
- Человек-дракон появляется в мультсериале «Фантастическая четвёрка» 1978 года. Он был построен профессором Гилбертом, прежде чем его разработки были украдены его ассистентом Джорджем. Со знаниями, полученными от Гилберта, Фантастическая четвёрка побеждает Человека-дракона при помощи холода.
- Человек-дракон появляется в мультсериале «Фантастическая четвёрка: Величайшие герои мира» 2006 года в эпизоде "Ужасающие". Там он является членом Ужасающей четвёрки Чародея вместе с Кло и Трапстером.
- В мультсериале «Совершенный Человек-паук» за созданием Человека-дракона стоит Доктор Осьминог.

### Кино
Человек-дракон появляется в анимированном ТВ-ролике в сцене после титров фильма «Фантастическая четвёрка: Первые шаги» 2025 года.

### Видеоигры
- Человек дракон появляется в игре The Amazing Spider-Man: Web of Fire.
- Человек-дракон появляется в качестве антагониста в игре Fantastic Four 1997 года для PlayStation.
- Человек-дракон выступает в качестве одного из боссов игры Fantastic Four 2005 года.
- Человек-дракон является мини-боссом игры Marvel: Ultimate Alliance. Он был порабощён Мандарином.
- Человек-дракон появляется в игре Marvel Heroes.
- Человек-дракон с 5 августа 2020 года является игровым персонажем в игре Marvel: Contest of Champions.